# مواضع سیاسی مارین لو پن

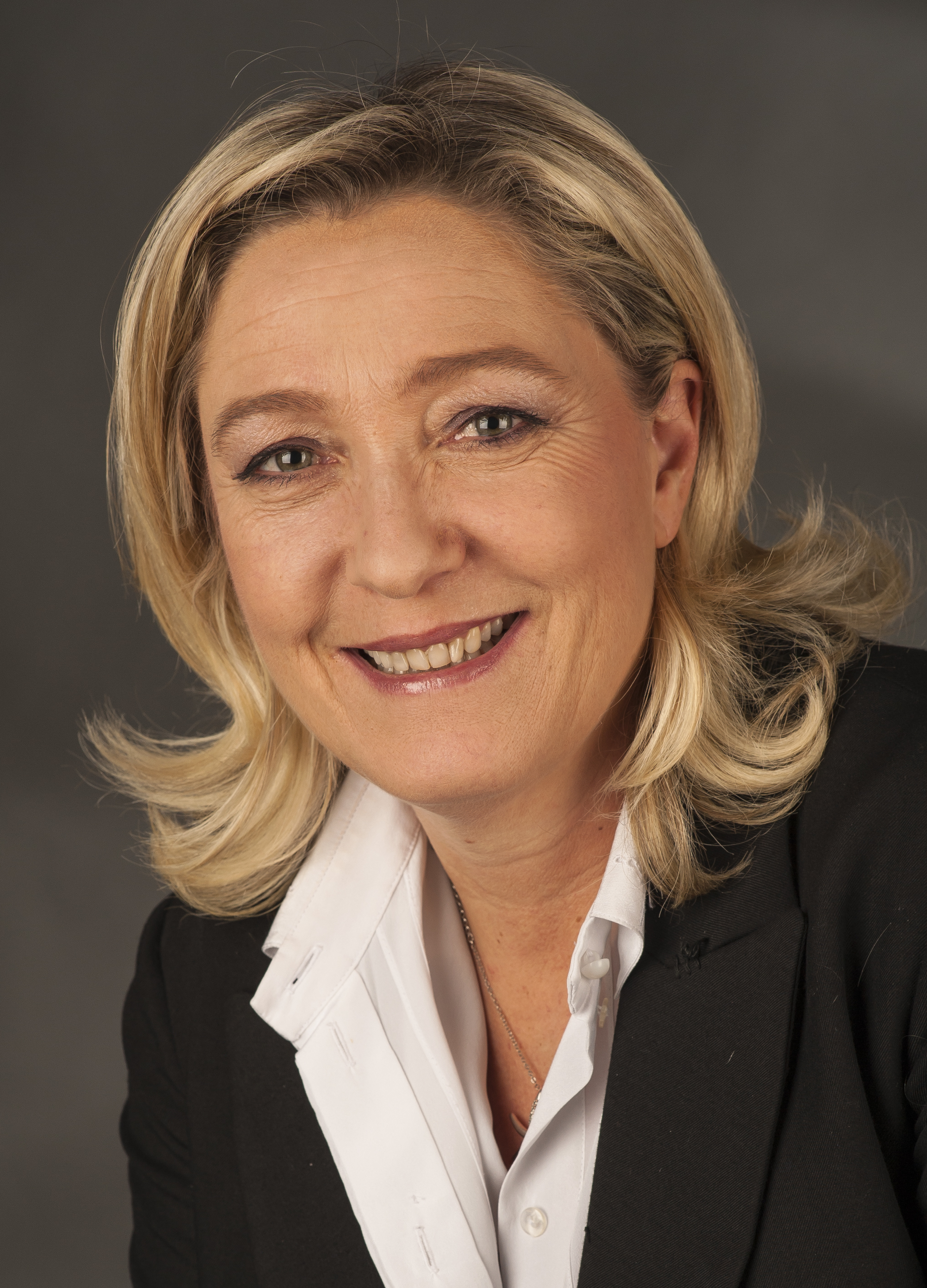
مارین لو پن

مارین لو پن یک سیاستمدار فرانسوی است که رئیس حزب اجتماع ملی (RN) است. او در طول فعالیت سیاسی خود مواضع خود را در مورد طیف وسیعی از مسائل سیاسی از جمله اقتصاد، مهاجرت، مسائل اجتماعی و سیاست خارجی بیان کرده‌است. او اظهار داشته از آنجایی که سیاست‌های مهاجرتی FN برای رای‌دهندگان بیشتر شناخته شده‌است، او تبلیغات خود را بر برنامه اقتصادی و اجتماعی این حزب متمرکز کرده‌است.

## سیاست خارجی

### اروپا
مارین لو پن در مصاحبه با شبکه خبری راشاتودی می‌گوید: اتحادیه اروپا کنترل سیاست خارجی خود را به نفع آمریکا از دست داده‌است و در پی آن مرتکب اشتباهات بزرگی در عرصه بین‌المللی شده‌است. وی در مصاحبه با شبکه خبری راشاتودی، دیپلماسی اتحادیه اروپا را "فاجعه‌بار" توصیف کرد به‌صورتی که هیچ صدا و استدلال مستقلی در آن شنیده نمی‌شود. وی که حزب متبوعش یک‌سوم کرسی‌های سهمیه فرانسه در پارلمان اروپا را از آن خود کرده‌است، اعلام کرد که سیاست خارجی اتحادیه اروپا به شکل بدی از سوی آمریکا منحرف شده‌است (ماجرای) سوریه و لیبی تنها برخی از مثال‌های آن هستند. لو پن افزود: ما تحت تأثیر و نفوذ واشینگتن اشتباهات بزرگی در سیاست خارجی خود مرتکب شدیم، اما بدترین آن‌ها در سوریه بود. به گفته وی هیچ دولت مستقلی در اروپا باقی نمانده‌است که خواستار یک راه‌حل مسالمت‌آمیز برای این نزاع باشد. وی در ادامه تأکید کرد: "ما (جبهه ملی فرانسه) تنها حزبی بودیم که در مقابل گزینه مداخله ایستادیم." هنگامی که بحران آغاز شد، ما گفتیم که فرانسه در حال تجهیز تسلیحاتی جهادی‌هایی است که در صورت پیروزی ترور را گسترش خواهند بود، این همان چیزی است که هم‌اکنون در لیبی رخ داده‌است". او تصریح کرد: "این همان مسیر و شیوه‌ای است که ایالات متحده در صحنه بین‌الملل عمل می‌کند، این علت آن است که کسی نمی‌تواند صدای کشورهای اروپایی را بشنود".

### توسعه شهرک‌ها در اسرائیل
مارین لو پن در مصاحبه با روزنامه اسرائیلی هاآرتص گفت: علّت توسعهٔ شهرک‌های یهودی‌نشین را نمی‌فهمد و آن را اشتباهی سیاسی توصیف کرد و خواهان داشتن حق نقد اسرائیل -همچون هر کشور دیگر دارای حاکمیت ملی- بدون متهم شدن به یهودستیزی شد. او از حق موجودیت اسرائیل نیز دفاع کرد. او از مهاجرت یهودیان فرانسوی به اسرائیل از ترس اسلام رادیکال انتقاد کرد و فرانسه را خانهٔ آنان دانست.

### افغاستان
او خواهان عقب‌نشینی فوری نیروهای فرانسوی از افغانستان است. او پیروی فرانسه از آمریکایی‌ها را تقبیح می‌کند. او از این که فرانسه از آمریکا استقلال داشته باشد و استقلال ژئوپلتیک مورد علاقه مارشال دو گل را بازیابد دفاع می‌کند.

### لیبی و سوریه
مارین لو پن در سال ۲۰۱۱ مخالف اعزام سربازان فرانسوی به لیبی بود و آن را زمینه‌ساز افزایش کشتار غیرنظامیان توصیف کرد. علاوه بر آن وی تصمیم دولت نیکلا سارکوزی را «درگیر کردن فرانسه در یک افغانستان جدید» دانست. او همچنین از سپرده شدن رهبری ائتلاف نظامی به دست آمریکایی‌ها و پیروی فرانسه از آمریکا انتقاد کرد.
در ژوئیه ۲۰۱۴ مارین لو پن با انتشار بیانیه‌ای، آنچه را «اشتباهات بزرگ نیکلا سارکوزی و حزب سوسیالیست در لیبی» خواند، محکوم کرد و گفت که این اشتباهات منجر به جنگ داخلی جدیدی در این کشور (لیبی) شده‌است. در این بیانیه که خبرگزاری فرانسه آن را منتشر کرد، آمده‌است: «فراخوان کشورهای اروپایی برای خروج فوری اتباع این کشور از لیبی، نشانگر شکست کامل سیاست خارجی فرانسه در این منطقه و به ویژه مداخله نظامی در سال ۲۰۱۱ است که از سوی نیکلا سارکوزی و الهام بخش او «برنار هانری لوی» و با حمایت حزب سوسیالیست انجام شد.» این بیانیه اضافه می‌کند که ناپایداری کنونی در لیبی، ناشی از تغییرات سیاسی، استقرار شریعت و فقدان دولت، در این کشور (لیبی) است. لو پن، تأکید کرد که پیامد ثانویه این امر که بسیار اسفناک است، موج مهاجرت از لیبی به سمت کشورهای اروپایی به ویژه فرانسه است.
به گزارش شبکه تلویزیونی فرانس ۲۴، مارین لو پن که در یک گفتگوی زنده تلویزیونی شرکت کرده بود فاجعه (امروز) لیبی را نتیجه مداخله نظامی فرانسه در دوران نیکلا سارکوزی توصیف کرد. وی افزود: این مداخله نظامی در وهله اول موجب بی‌ثباتی منطقه شد و باعث شد که لیبی در کنترل افراط گرایان قرار بگیرد. او گفت: این اقدام باعث شد که چندین تُن سلاح به دست اسلامخواهان بیفتد. وی تصریح کرد: علاقه‌مندم که نیکلا سارکوزی مانند آنری گِنو (مشاور ویژه سارکوزی) شجاعانه به اشتباهش اعتراف کند. وی در ادامه این مصاحبه زنده تلویزیونی افزود: این اشتباه همچنان ادامه دارد. کمک به شورشیان به اصطلاح طرفدار دموکراسی در سوریه و حمایت از آن‌ها همچنان ادامه دارد. در حالی که به وضوح مشخص است که این شورشیان، اسلامخواه افراطی هستند.
لو پن سیاست کنونی فرانسه در سوریه را نادرست توصیف کرد و بشار اسد را «تنها گزینه مناسب» در سوریه برای پیشگیری از قدرت گرفتن دولت اسلامی در سوریه می‌داند.

### واکنش شدید به جاسوسی‌های آمریکا از رؤسای جمهور فرانسه
مارین لو پن در واکنشی شدید به جاسوسی‌های آژانس امنیت ملی آمریکا از دولت‌های متوالی در فرانسه اعلام کرد که آمریکا دوست و متحد فرانسه نیست و مقامات فرانسوی باید به خوش‌خدمتی‌های خود به آمریکا پایان دهند. او افزود: جاسوسی‌های ۱۰ ساله آژانس امنیت ملی آمریکا از جمهوری فرانسه بسیار وحشتناک است. این شنودها که پس از جاسوسی‌های صورت گرفته در زندگی خصوصی برخی از هم‌وطنان‌مان انجام شده، تهدید مستقیم برای استقلال ملی، حاکمیت و امنیت فرانسه است. او در ادامه تصریح کرد: «فرانسوی‌ها باید بدانند که دولت آمریکا که البته حساب دولت آن از مردمش کاملاً جداست، دوست و متحد فرانسه نیستند. الحاق مجدد فرانسه به سازمان پیمان آتلانتیک شمالی (ناتو) که «نیکلا سارکوزی» رئیس‌جمهور پیشین فرانسه تصمیم به تحقق آن گرفت، اشتباه استراتژیک بزرگ و سنگینی بود که باید از آن برگردیم. آمریکا قدرتی هژمونیک و سلطه‌جو است که برای گسترش سلطه و نفوذ بر کشور ما دست به هر کاری می‌زند.»

### مخالفت با سیاست‌های عربستان سعودی
در اوت سال ۲۰۱۷ میلادی، مارین لو پن صریحاً اعلام کرد: «ریاض مستقیم یا غیر مستقیم از بنیادگرایی اسلامی و رادیکالیسم حمایت می‌کند.» وی افزود: «وهابیسم سلاح دیپلماسی سعودی‌هاست. حملات تروریستی اسلام‌گرایانه در فرانسه و بلژیک تحت تأثیر وهابیت و افراط‌گرایی رخ داده‌است.»